# Academia Comercială Cluj
Cercul Sportiv al Academiei Comerciale Cluj sau Academia Comercială Cluj a apărut în presa vremii cu numele maghiar Kolozsvári Kereskedelmi Akadémia Sportköre, pe scurt KASK. Clubul de fotbal înființat în 1905 a fost al doilea in Cluj după Clubul Atletic Clujean (KAC). 

## Istorie

### Perioada de început
Toamna anului 1905 a fost o piatră de hotar în afacerile fotbalistice ale Academiei de Comerț. Fost jucător al Clubului de Gimnastică Budapesta (BTC), Róbert Kuntner  a fost numit președinte al clubului, care a întărit imediat echipa cu un mare atacant, Otto Weiszfeller. Odată cu noul lider și noua achiziție, echipa numită Clubul Sportiv al Academiei Comerciale Cluj (KKASK) s-a dovedit a fi și mai puternică decât înainte, iar în 1906 a depășit KAC-ul. Printre altele, a reușit să câștige la evenimentul de fotbal remarcabil al anului, al șaselea turneu desfășurat pe terenul de pe strada Rákóczi în iunie, în care, pe lângă cele patru echipe ale academiei, formații din noua grupă de vârstă KAC și a participat Colegiul Unitarian. Ca o caracteristică interesantă a rundelor, doar un portar, doi fundași și trei atacanți ar putea juca într-o echipă în loc de unsprezece. În finală, prima echipă a KKASK a învins KAC 4: 0. Fiecare membru al echipei academiei a primit o medalie de argint și o diplomă, în timp ce echipei învinse i s-a acordat o medalie de bronz și o diplomă. Formația formației câștigătoare: Brumer - Vámos, Strauch - Roth, Leitner, Weiszfeller.
Deși numărul fotbaliștilor a crescut constant, viața fotbalistică a orașului este încă organizată în două asociații, așa că a continuat duelul între KKASK și KAC. Deoarece cele două echipe au absorbit întregul fotbal, aveau deja o astfel de bază de jucători încât au condus și echipe secunde. La prima echipă au jucat cei mai buni și mai experimentați fotbaliști, iar acest lucru a fost evident și în meciurile amicale dintre echipe. În 1907, în primul meci al anului, prima echipă a academiei a învins-o pe a doua echipă cu 4-0.
În a doua jumătate a primului deceniu al secolului XX, succesul nu a fost o condiție prealabilă pentru practicarea fotbalului și supraviețuirea echipelor, așa cum a fost cazul la KAC, unde rezultatele clubului au fost în mare parte umbrite de succesele academiei.
În ciuda eforturilor de promovare a presei și a organizatorilor, fanii sportului nu au primit interesul așteptat pentru fotbal. Entuziasmul mai blând poate fi explicat cu siguranță prin locul doi în fotbal. Al șaselea turneu din mai 1907, care a fost raportat de presă ca „public mic” și meciul de deschidere dintre cele două echipe KKASK conform cotidianului opoziției, este „nefericit pentru lipsa de interes a publicului față de acest eveniment sportiv cu adevărat interesant” .
După meciul KAC cu Ofițerii Poștali din Budapesta, în 1907 KKASK a avut ocazia să cunoască fotbalul modern, mult mai dezvoltat al Budapestei. Sporturile capitalei au fost din ce în ce mai interesate de viața sportivă din mediul rural și din Cluj-Napoca, iar acest lucru a fost dovedit cu ocazia vizitei Năzuința Budapesta din 4 iunie. KKASK, așa cum era de așteptat, a suferit o înfrângere cu 7: 2 de la oaspeți. Diferența dintre nivelurile fotbalistice ale celor două orașe a fost relevată și de faptul că, deși Năzuința a fost una dintre cele mai puternice echipe din capitală ca campioană a diviziei a doua, nu era în formă în acel an. Mai important decât înfrângerea a fost însă faptul că fotbalul de la Budapesta și-a deschis apoi porțile la Cluj-Napoca, acordând din ce în ce mai multă atenție fotbalului autohton.

### Perioada oficială
Desi federația maghiară a înființat șase districte rurale în 1904, abia în toamna anului 1907 patru serii vor începe în sfârșit luptele de campionat. Primele meciuri de ligă raională vor avea loc pe 13 octombrie 1907, aproape concomitent în Nord și Vest, dar raioanele Sud și Est (Transilvaniei) nu vor începe campionatul din toamnă! MLS a lăsat la latitudinea asociațiilor de nominalizare să aleagă locul și ora întâlnirilor, dar acestea nu au reușit să organizeze astfel, în primăvară, un fel de secvență s-a dezvoltat peste tot - uneori cu intervenție federală.
În sezonul 1907-1908 liga a doua maghiară a înființat seria de est din care au făcut parte cluburile fondatoare Club Atletic Cluj, Academia Comercială Cluj si Clubul Feroviar Cluj. Seria de Est a ligii a doua a acoperit toată zona Transilvaniei, dar practic în primii ani a fost un campionat din care făceau parte doar echipe din Cluj. De reținut ca în meciul inaugural pentru Clubul Feroviar Cluj, KASK a invins cu 21-0. Campioana districtuală a fost declarată KASK deoarece a avut un golaveraj mai bun ca Club Atletic Cluj.
Membrii echipei care a câștigat campionatul sunt: Gyula Brunhuber, Gyula Daumé, József Fejér, Tivadar Gajzágó, Pál Héczey, Ernő Holecsek, Róbert Kuntner, István Nászta, Jenő Strauch, Manó Voith.
In sezonul inaugural nu s-a ținut campionatul național pentru aflarea campioanei rurale.

### Primul meci în alt oraș
Dar cel mai important eveniment fotbalistic al acelui an a fost meciul disputat în octombrie 26, 1909, pe „Bolta Rece”, între echipa formată din jucători din cele trei cluburi Olimpia București, United Ploiești și Colentina București și echipa Clubului Sportiv Universitar Cluj (K.K.A.S.). Oaspeții mai experimentați au câștigat o luptă grea cu 5-4 (3-1), în fața a 500 spectatori plătitori, care a adus fabuloasa sumă de... 300 de lei.
Echipa României:
Dewhurst (căpitan), Winter, Viereck, Brasier, Deen, Gross, Kemeny, Catterol, Pettit, Lees, Matthews.
K.K.A.S.:
Bettner (căpitan), Hirschfeld, Mancinkievici, Wessely, Nyulas, Hecey, Fejer, Nasza, Brunnhuber, Schmidt, Petran.
Un fapt ironic, singurul nume care suna românesc aparținea unui jucător „străin” (Petran).
Important a fost că jocul a fost jucat în fața unui public de sute.

### Derbiul între KKASK-KAC
Fotbaliștii de vârsta nu au luptat doar pe teren pentru a promova ci și înafara sportului. Meciurile au fost uneori precedate de pregătiri obositoare, întrucât chiar în jurul anului 1910 fotbaliștii erau angajați în muncă de organizare, asumându-și o sarcină care ar fi aproape de neimaginat în viața unui jucător de astăzi. Membrii KAC au realizat afișe care nu au putut fi lipite din lipsă de bani, așa că le-au așezat în vitrina magazinelor mai mari și, prin urmare, i-au oferit proprietarului un bilet. În plus, fotbaliștii au informat reporterii să anunțe locul și data meciului. Înainte de fiecare întâlnire, Rudolf Koncz și Béla Telkes au adus bănci pentru spectatorii din cartierul pistei și s-au schimbat și la vecini. Au vândut bilete și la cele două intrări ale terenului din strada Rákóczi. 
Koncz Rudolf își amintește: „Când a început meciul, eram atât de obosiți de multă muncă pregătitoare și de alte lucrări, încât abia aveam chef să jucăm”. 
Scopul principal a fost însă atragerea cât mai multor spectatori la meciuri. În acest scop, nu doar că au anunțat întâlnirile din timp, ci au și favorizat femeile prin faptul că nu trebuie să plătească bilet. Organizatorii au considerat important să atragă elevii la întâlniri, mai ales pentru a-i face pe tineri să iubească fotbalul. Din această cauză, studenții au putut urmări câteva dintre confruntările amicale la jumătate de preț. 
Asociațiile sportive și echipele de fotbal de la acea vreme, în special KAC, aveau resurse financiare limitate, ceea ce face dificilă organizarea de întâlniri. Lipsa băncilor și a vestiarelor din vecinătatea terenului a scos la iveală și fundalul financiar inadecvat al clubului. În lipsa sprijinului consiliului local și al statului, formațiunile trebuiau să se susțină singure. Din această cauză, în 1907, spectatorii au fost nevoiți să plătească o taxă de intrare pentru a urmări majoritatea meciurilor. Încasările din bilete au fost folosite pentru curățarea hainelor de sport, iar vecinii au fost plătiți pentru a ajuta la organizarea jocului, iar banii rămași au fost folosiți pentru cumpărarea unei mingi. Până atunci, premiile fuseseră anunțate la toate evenimentele majore și chiar ocazional la întâlniri amicale. Echipele au cumpărat apoi o minge la un cost comun.
Din sezonul 1910-1911, Seria Est e redenumită Seria Transilvaniei.

### Decăderea
În sezonul 1911-1912, clubul a început să aibă probleme financiare, au apărut și tensiuni interne iar în primăvara 1912 clubul a fost dizolvat. O parte din jucători au migrat la nou-înființatul KKASE iar ceilalți la Clubul Atletic Universitar Cluj(KEAK) patronat de Universitatea Francisc Iosif.

## Clarificare
A nu se confunda cu Asociatia Sportivă a Lucrătorilor Economici Cluj, pe scurt KKASE, înființată în iulie 1912.

## Palmares
Campionatul Regional de Fotbal al României - Liga de Nord: Seria Cluj
Locul 3 (1): 1920–21
 Campionatul Național II al Ungariei - Seria Est/Campionatul Transilvaniei
Campioana districtuală (4): 1907-1908, 1908-1909, 1909-1910, 1911-1912
 Vicecampioni (2): 1910–11, 1912–13
 Turneul campionatului național
Finalistă(1): 1911-1912
Turneul sportiv local
Campioni(1): 1906
 Vicecampioni(1): 1905

### Clasarea pe sezoane

#### Legendă
| Campioni | Vicecampioni | Locul trei |

| Campionatul Ungariei de fotbal             |                              |    |    |   |   |   |    |   |    | | |
| 1907-08                                    | District                     | 1  | 4  | 3 | 0 | 1 | 38 | 6 | 6  | Campionatul rural național nu s-a disputat. | Campionatul rural național nu s-a disputat. |
| 1908-09                                    | District                     | 1  | 8  | 7 | 1 | 0 | 13 | 6 | 15 | Košice Athletic Club – Cercul Sportiv Academia Commercială Cluj 7: 0 | Košice Athletic Club – Cercul Sportiv Academia Commercială Cluj 7: 0 |
| 1909–10                                    | District                     | 1  | 4  | 4 | 0 | 0 | 4  | 2 | 8  | Clubul Atletic Arad – Cercul Sportiv al Academiei Commerciale Cluj 2: 0 | Clubul Atletic Arad – Cercul Sportiv al Academiei Commerciale Cluj 2: 0 |
| 1910–11                                    | Ch. Tr.                      | 2  | 4  | 3 | 0 | 1 | 7  | 6 | 6  | | |
| 1911-12                                    | Ch. Tr.                      | 1  | 6  | 6 | 0 | 0 | -  | - | 12 | Runda Preliminară: CS Academia Commercială Cluj – Bácska Subotica AC 4: 2 (2: 1) Semifinale: CS Academia Commercială Cluj – Košice Atletic Club 4: 2 (2: 1) Finala: Tatabánya Sport Club – CS Academia Commercială Cluj 9: 1 ( 4: 0) | Runda Preliminară: CS Academia Commercială Cluj – Bácska Subotica AC 4: 2 (2: 1) Semifinale: CS Academia Commercială Cluj – Košice Atletic Club 4: 2 (2: 1) Finala: Tatabánya Sport Club – CS Academia Commercială Cluj 9: 1 ( 4: 0) |
| 1912–13                                    | Ch. Tr.                      | 2  | 12 | 8 | 2 | 2 | -  | - | 18 | | |
| 1913–14                                    | Ch. Tr.                      | 10 | 10 | - | - | - | -  | - | -  | S-a retras la 9 decembrie 1913, apoi dizolvat. | S-a retras la 9 decembrie 1913, apoi dizolvat. |
| Campionatul Regional de Fotbal al României |                              |    |    |   |   |   |    |   |    | | |
| 1920–21                                    | Districtul Nord - Seria Cluj | 3  | 5  | 3 | 1 | 1 | 11 | 5 | 7  | Reapare sub numele de Academia Cluj. | |